# Ariel (La Tempête)
Pour les articles homonymes, voir Ariel.
Ariel est un personnage de fiction de la pièce de théâtre La Tempête de William Shakespeare.

## Biographie de fiction
Il s'agit d'un esprit obligé de servir Prospero, qui l'a délivré de Sycorax, la sorcière qui habitait précédemment l'île. Tout comme Puck dans Le Songe d'une nuit d'été, il enchante les autres personnages avec ses chansons. 
Le nom est une variation du mot « air ». Il a été donné à d'autres esprits dans nombre d'œuvres littéraires, notamment par Alexander Pope dans La Boucle de cheveux enlevée (The Rape of the Lock) ou André Maurois ("Ariel ou la vie de Shelley").
Ariel, un des satellites naturels d'Uranus, porte son nom.